# Hernád (folyó)
A Hernád (szlovákul: Hornád, németül: Hernach vagy Kundert) a Sajó legnagyobb, bal parti mellékfolyója.

## Futása
Szlovákiában, Hernádfő (Vikartovce) községnél, a Király-hegy (Kráľova hoľa) északi oldalán  ered, Abaújnádasd (Trstené pri Hornáde) községnél hagyja el Szlovákiát és Abaújvár mellett lép be Magyarországra. Mintegy 10 km hosszban határfolyó. A partjára épült legnagyobb város Kassa. A Hernád a Köröm, Muhi, Ónod és Sajóhídvég községek szegélyezte területen folyik a Sajóba.
A Hernád teljes hossza 286 kilométer, magyar szakasza 118 km. Vízgyűjtő területe 5436 km², ebből  1136 km² van Magyarországon. Szlovákiai szakasza hajózható. Vízhozama rendkívül ingadozó: 6–450 m³ között változik (Hernádnémetinél mérve).
Gibárton az ország egyik legrégebbi vízerőművét működteti.

## Mellékvizei
Szlovákiában:

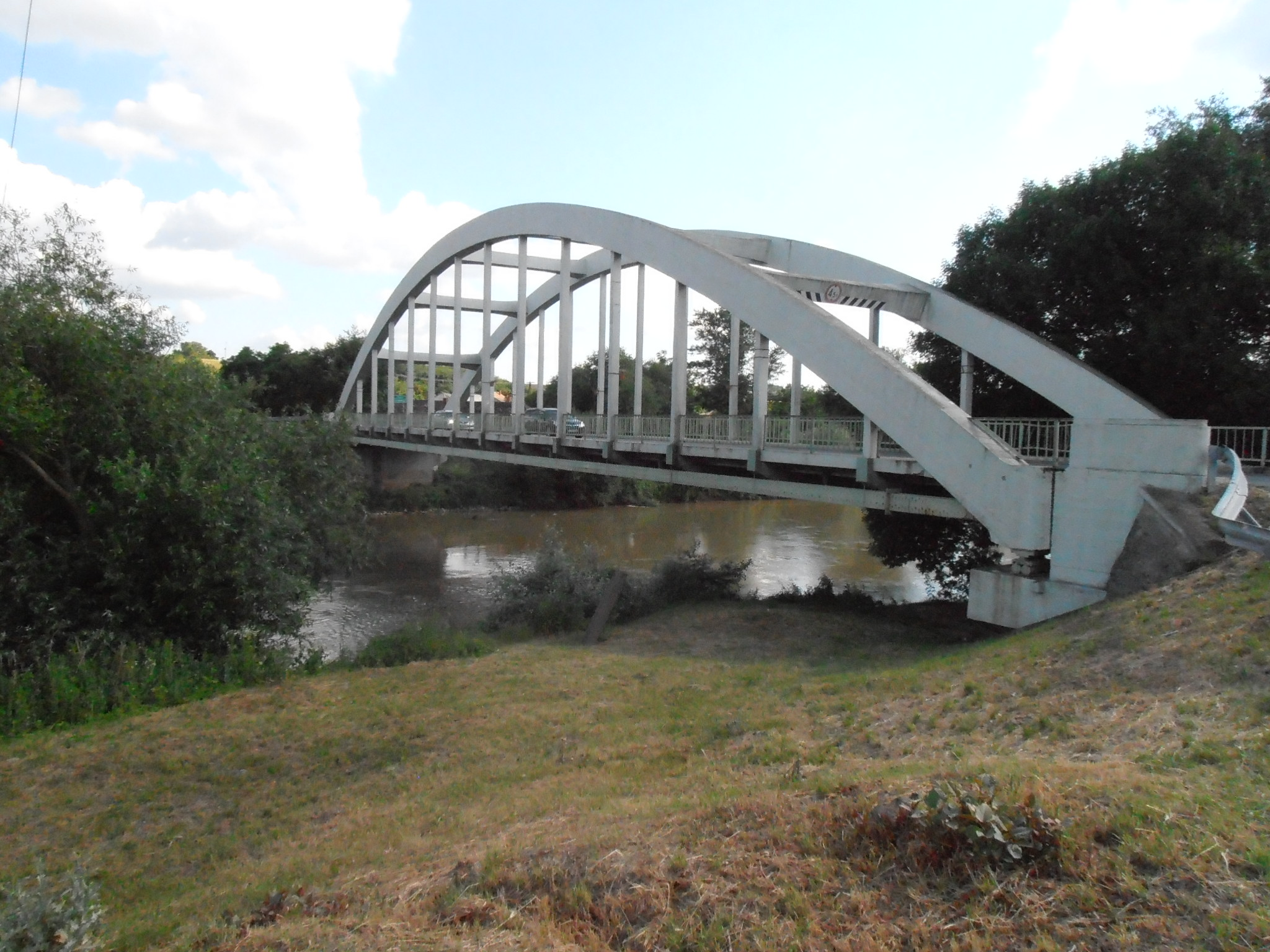
A Hernád hídja Gibártnál

- Gölnic (Hossza 87,1 km; Vízgyűjtő területe 647,9 km2; Közepes vízhozama 8,1 m3/s)
- Szinye (Svinka) (50,8 km; 350,7 km2)
- Tarca (131 km; 1346,6 km2; 8,23 m3/s)
- Olsava (Osva; 48,1 km; 338,6 km2)

Magyarországon:
- Perényi-patak (4,4 km; 10,6 km2)
- Hasdát-patak (5,6 km; 14,2 km2)
- Gönci-patak (20,8 km; 63,4 km2; 0,23 m3/s)
- Vilmány-patak (9,5 km; 21,5 km2)
- Kis-Hernád vagy Bélus-patak (31,5 km; 77 km2; 0,15 m3/s)
- Vasonca (27,4 km; 95,4 km2; 0,187 m3/s)
- Vadász-patak (33,5 km; 210,8 km2; 0,429 m3/s)
- Bársonyos csatorna (68,2 km; 266,9 km2)
- Garadna-patak (11,3 km; 36,1 km2; 0,06 m3/s - Bársonyos csatornába)
- Csere-patak (8,8 km; 13,5 km2; 0,02 m3/s - Bársonyos csatornába)
- Devecseri-patak (9,4 km; 31 km2; 0,05 m3/s - Bársonyos csatornába)
- Szartos-patak (13,9 km; 129,2 km2; 0,424 m3/s)

Egyetlen víztározója a Margitfalva (Margecany) melletti Óruzsini-víztározó (Ružín).

## Élővilága
A folyó halban gazdag. Halfajtái: márna, harcsa, csuka, ponty, paduc, domolykó, compó, süllő, balin, amur, keszeg, angolna és pisztráng a (Vizsoly és Tornyosnémeti közötti szakaszon).